# Henry Taylor (pilote automobile)
Henry Taylor, né le 16 décembre 1932 à Biggleswade (Bedfordshire) et mort le 24 octobre 2013 à Cannes (France), est un pilote automobile anglais.

## Biographie
Il débute en compétition en 1954, à l'occasion d'une course de Formule 3 sur le circuit de Brands Hatch, au volant de sa monoplace Cooper personnelle. Il se fait rapidement remarquer dans cette discipline, remportant le championnat national de F3 en 1955 et 1956.
La saison 1957 le voit disputer des courses d'endurance au volant d'une Jaguar Type D. L'année suivante, il accède à la Formule 2, obtenant quelques places d'honneur dans les épreuves britanniques et françaises auxquelles il participe.
Il fait ses débuts en Formule 1 lors du Grand Prix de Grande-Bretagne 1959, à Aintree, sur une Cooper de l'écurie de Reg Parnell, terminant à une modeste onzième place. Il obtient son meilleur résultat dans cette discipline l'année suivante en terminant quatrième du Grand Prix de France à Reims, toujours sur Cooper, pour sa première course au sein de l'écurie British Racing Partnership engagée sous le nom Yeoman Credit Racing Team.
En 1961, toujours chez British Racing Partnership, désormais engagée sous le nom UDT Laystall Racing Team, il pilote une Lotus 18/21. Un grave accident à Aintree l'écarte des circuits plusieurs semaines. Après un retour non concluant à Monza, il abandonne la compétition à la fin de l'année et s'installe à Golfe-Juan où il se consacre à la vente de bateaux.

## Résultats en championnat du monde de Formule 1
| Saison | Écurie                                | Châssis     | Moteur                     | Pneus  | GP disputés | Points inscrits | Classement |
| ------ | ------------------------------------- | ----------- | -------------------------- | ------ | ----------- | --------------- | ---------- |
| 1959   | RHH Parnell                           | Cooper T51  | Coventry Climax 4 en ligne | Dunlop | 1           | 0               | n.c.       |
| 1960   | RHH Parnell Yeoman Credit Racing Team | Cooper T51  | Coventry Climax 4 en ligne | Dunlop | 4           | 3               | 19e        |
| 1961   | UDT Laystall Racing Team              | Lotus 18/21 | Coventry Climax 4 en ligne | Dunlop | 3           | 0               | n.c.       |